# August Ferdinand Naeke
August Ferdinand Naeke (* 15. Mai 1788 in Frauenstein; † 12. September 1838 in Bonn) war ein deutscher Klassischer Philologe.

## Leben
August Ferdinand Naeke stammte aus einer sächsischen Beamtenfamilie. Sein Bruder war der spätere Kunsthistoriker Gustav Heinrich Naeke (1785–1835). Er wuchs in Dresden auf, wo sein Vater Johann Gottlieb Naeke als Hofrat und Kreisamtmann angestellt war, und besuchte von Ostern 1801 bis 1806 die Landesschule Pforta, der damals Karl David Ilgen vorstand. Nach der Reifeprüfung studierte er an der Universität Leipzig Rechtswissenschaft, wandte sich aber bald der Klassischen Philologie zu, die Gottfried Hermann vertrat. Bei ihm wurde Naeke 1810 promoviert.
Seine erste Anstellung erhielt Naeke als Lehrer am Pädagogium der Franckeschen Stiftungen in Halle an der Saale. Daneben führte er seine wissenschaftliche Arbeit fort und habilitierte sich 1812 an der Universität Halle. 1817 wurde er zum außerordentlichen Professor der Klassischen Philologie ernannt.
Naeke erreichte seine Lebensstellung 1818 in Bonn: Er wurde als außerordentlicher Professor an die neugegründete Rheinische Friedrich-Wilhelms-Universität berufen. Dort leitete er nach seiner Ernennung zum ordentlichen Professor (1820) gemeinsam mit Karl Friedrich Heinrich das Philologische Seminar. Ab 1820 war er außerdem Professor der Beredsamkeit. In dieser Eigenschaft hielt er Festreden vor der Universität und veröffentlichte Programmschriften. 1834/35 amtierte er als Rektor der Universität.
Er starb am 12. September 1838 im Alter von 50 Jahren an einem Herzleiden.

## Leistungen
Naekes Bedeutung für die Klassische Philologie beruht auf seinen Arbeiten zur griechischen Tragödie, die auf die Anregungen seines Lehrers Gottfried Hermann zurückgingen. Sein Hauptwerk ist eine Monografie über Choirilus von Samos, einen Dichter historischer Epik (Choerili Samii quae supersunt, Leipzig 1817). 
Während seiner zwanzig Jahre in Bonn veröffentlichte Naeke keine größeren Werke, da ihn seine Lehrverpflichtungen, die Leitung des Philologischen Seminars und die Verpflichtungen als Professor der Beredsamkeit sehr in Anspruch nahmen. Er gab jedoch gemeinsam mit seinem Kollegen Friedrich Gottlieb Welcker von 1833 bis zu seinem Tod die Zeitschrift Rheinisches Museum für Philologie heraus. Viele Schriften, die Naeke während seiner Bonner Zeit ausarbeitete, erschienen erst nach seinem Tode, so auch sein Bericht über eine 1822 auf den Spuren Goethes ins elsässische Sesenheim (Sesenheimer Lieder) unternommene Reise, der Goethe Anlass zu seinem Aufsatz „Wiederholte Spiegelungen“ (1823) gegeben hatte.

## Schriften (Auswahl)
- Choerili Samii quae supersunt collegit et illustravit, de Choerili Samii aetate, vita et poesi aliisque Choerilis. Weidmann, Leipzig 1817.
- Dissertatio de Callimachi Hecale. Thormann, Bonn 1829 (Festschrift).
- Wallfahrt nach Sesenheim. Hrsg. von Karl August Varnhagen von Ense. Duncker und Humblot, Berlin 1840. Neuausgabe unter dem Titel: Wallfahrt nach Sessenheim. Die ersten Nachforschungen über das Liebesidyll von Goethe und Friederike. Hrsg. und eingeleitet von Klaus H. Fischer. Fischer, Schutterwald/Baden 2008, ISBN 978-3-928640-79-4.
- Augusti Ferdinandi Naekii opuscula philologica (2 Bände). Hrsg. von Friedrich Gottlieb Welcker. Weber, Bonn 1842–1845.
- Carmina Valerii Catonis cum A. F. Naekii annotationibus. Hrsg. von Ludwig Schopen. König, Bonn 1847.